# Bisdom Le Mans

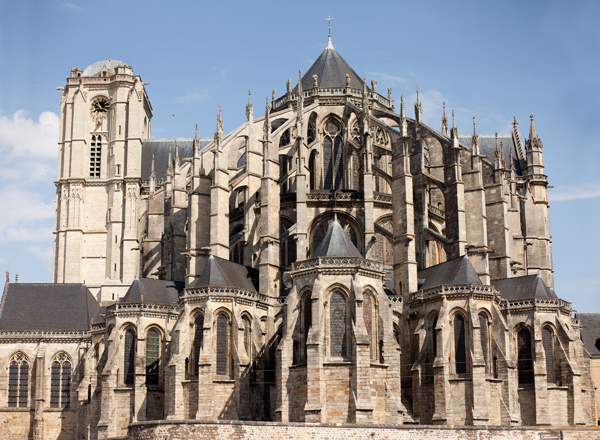
Kathedraal Sint-Julianus van Le Mans, bisschopszetel.

Het bisdom Le Mans (Latijn: Dioecesis Cenomanensis; Frans: Diocèse du Mans) is een rooms-katholiek bisdom in Frankrijk. De zetel van de bisschop is sinds meer dan 1.500 jaar de stad Le Mans, met de kathedraal van Le Mans. Het bisdom is een suffragaanbisdom van het aartsbisdom Rennes. Het bisdom is 6.206 km² groot en omvat het departement Sarthe.
In 2021 telde het bisdom 371.000 katholieken of 64,2% van de totale bevolking. Het bisdom telde toen 93 parochies. Sinds 2023 is Jean-Pierre Vuillemin bisschop van Le Mans.

## Geschiedenis

Het bisdom binnen Frankrijk

Het bisdom werd opgericht in de 5e eeuw, op het einde van het West-Romeinse Rijk. Volgens de traditie was de Gallo-Romein Julianus van Le Mans de eerste bisschop. De kathedraal van Le Mans draagt zijn naam. Voor de Franse Revolutie was het grondgebied van bisdom uitgestrekt: de hele provincie Maine. 
In 1801 sloten Napoleon Bonaparte en paus Pius VII een concordaat. Dit had gevolgen voor het grondgebied van elk Frans bisdom, ook voor het bisdom Le Mans. Le Mans verloor talrijke parochies aan Normandische bisdommen in het noorden en aan Tours in het zuiden; het verwierf enige parochies uit Anjou. In 1855 verloor het bisdom Le Mans een laatste maal grondgebied, dit door de oprichting van het bisdom Laval. Sinds 1855 omvat het bisdom Le Mans het grondgebied van het departement Sarthe, terwijl het bisdom Laval het departement Mayenne omvat.  

## Enkele bisschoppen
- Julianus van Le Mans, 1e bisschop
- Gonthier van Baignaux, 14e eeuw
- Jean du Bellay, 16e eeuw
- François-Gaspard de Jouffroy de Gonsans, 18e eeuw
- Johann von Pidoll zu Quintenbach, 19e eeuw

Vanaf de 20e eeuw:
- Marie-Prosper-Adolphe de Bonfils (1898-1912)
- Raymond-Marie-Turiaf de La Porte (1912-1917)
- Georges Grente (1918-1959)
- Paul-Léon-Jean Chevalier (1959-1971)
- Bernard-Pierre-Edmond Alix (1971-1981)
- Georges Edmond Robert Gilson (1981-1996)
- Jacques Maurice Faivre (1997-2008)
- Yves Le Saux (2008-2022)
- Jean-Pierre Vuillemin (2023- )